# Step-Soci
Step-Soci è un comune della Moldavia situato nel distretto di Orhei di 2.403 abitanti al censimento del 2004

## Località
Il comune è formato dall'insieme delle seguenti località (popolazione 2004):
- Step-Soci (2.006 abitanti)
- Budăi (397 abitanti)